# Agent Fundacji
Agent Fundacji (tyt. oryg. Foundation’s Edge) – powieść fantastycznonaukowa amerykańskiego pisarza Isaaca Asimova z cyklu Fundacja. Powieść ukazała się w 1982, polskie wydanie, w tłumaczeniu Andrzeja Jankowskiego, wydało Wydawnictwo Poznańskie w 1991 w serii „SF”. Powieść otrzymała nagrody Hugo i Locusa w 1983.

## Fabuła
Po pięciuset latach od założenia Fundacja rządzi niepodzielnie galaktyką, kierowana twardą ręką przez burmistrz Branno. Jednak członek Rady Wykonawczej Terminusa, Golan Trevize, głosi pogląd, że zniszczona ponoć Druga Fundacja wciąż istnieje i z ukrycia steruje pierwszą Fundacją. Jeszcze dalej idącą teorię ma mentalista Stor Gendibal. Uważa on, że jest organizacja, która z ukrycia kontroluje obydwie Fundacje.